# Crocodylinae
Crocodylinae zijn een onderfamilie van de familie echte krokodillen (Crocodylidae). 

## Naam en indeling
De groep werd voor het eerst wetenschappelijk beschreven door Georges Cuvier in 1807.
De taxonomische status van de groep is onzeker; lange tijd werd de onderfamilie van de onechte gavialen (Tomistominae) tot de echte krokodillen gerekend. Deze krokodilachtigen worden tegenwoordig bij de familie gavialen ingedeeld waardoor er geen plaats meer is voor een aparte status van de onderfamilie Crocodylinae. Brochu (2003) plaatste de geslachten Osteolaemus  en Mecistops in een aparte onderfamilie, Osteolaeminae, maar dit wordt nog niet breed erkend.

## Soorten
Er zijn tegenwoordig zeventien moderne soorten, die rond de tropen over de gehele wereld voorkomen. De zeekrokodil (Crocodylus porosus) is de grootste soort en het bekendst vanwege het grote verspreidingsgebied. De zeekrokodil is de enige soort die zich op lange tochten over zee kan verplaatsen. De meeste krokodillen kunnen wel tegen enigszins brak water, maar veel soorten mijden de kust en leven meer landinwaarts in zoetwater.
Zie voor een soortenlijst het artikel echte krokodillen. 